# Distretto di Eickel
Il distretto di Eickel (in tedesco Stadtbezirk Eickel) è uno dei distretti in cui è suddivisa la città tedesca di Herne.

## Geografia antropica
Il distretto di Eickel si divide nei quartieri (Stadtteil) di Eickel, Röhlinghausen e Wanne Sud.